# Ccsokpari

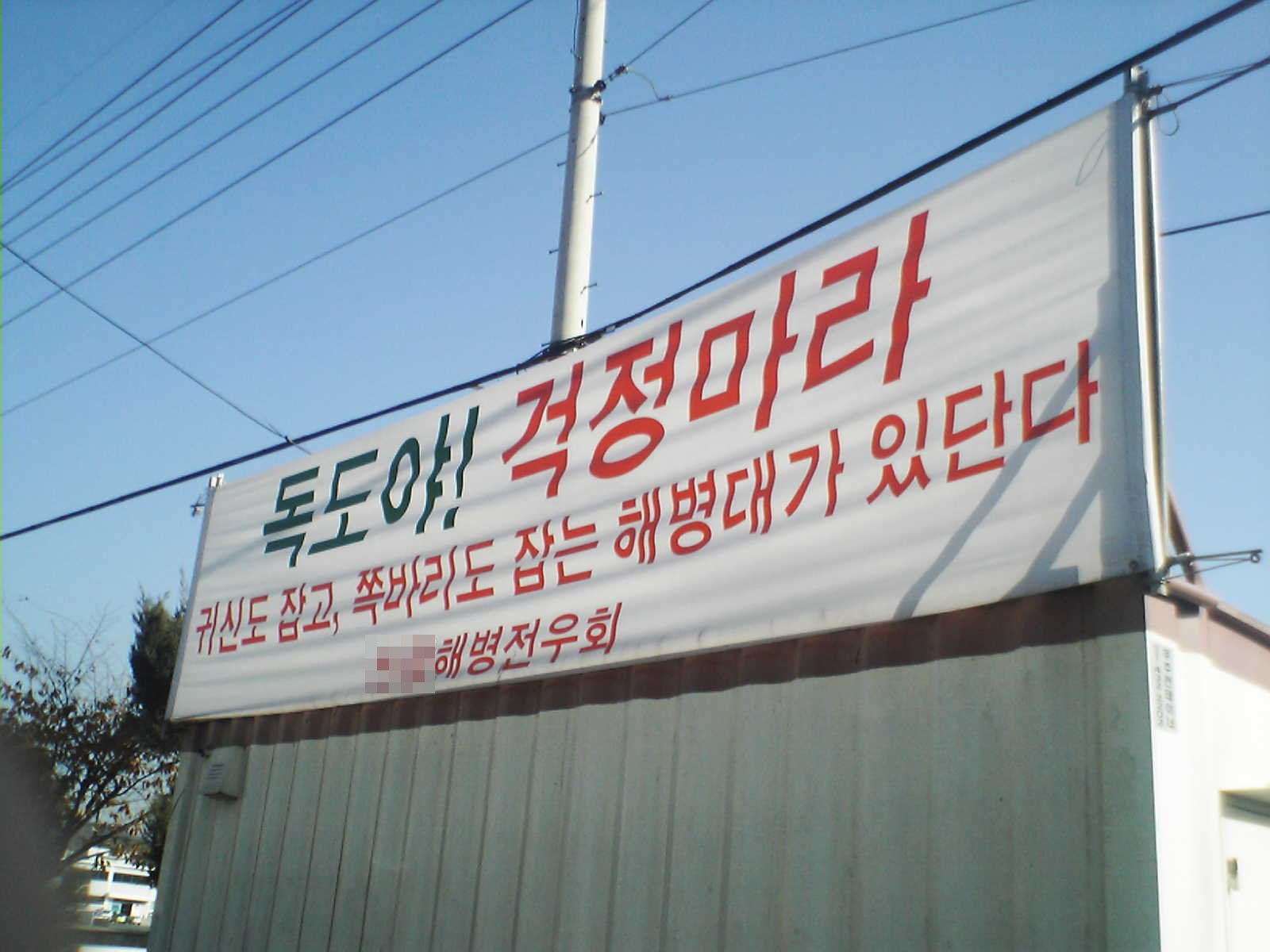
Japánellenes felirat. „Tokto (Dokdo)! Ne aggódj! A szellem- és ccsokpari (jjokbari)-fogó dél-koreai tengerészek itt vannak!
— Dél-Korea haditengerészetének helyi képviselete.”

A ccsokpari (jjokbari) (hangul: 쪽발이 vagy 쪽바리, japánul: チョッパリ; choppari) egy, a japánokra vonatkozó koreai gúnynév.
Egy felmérés alapján második helyen áll a koreaiak által használt sértő szavak listáján. (Az első az ilbonnom (일본놈, ilbonnom), a harmadik pedig a venom (왜놈, waenom); Mind a két szó jelentése nyers fordításban: japán barom.)